# Jô
João Alves de Assis Silva (* 20. března 1987) známý i jako Jô [Žo] je brazilský fotbalový útočník, momentálně hrající za brazilský klub Amazonas Futebol Clube.

## Reprezentační kariéra

### Konfederační pohár FIFA 2013
Zúčastnil se Konfederačního poháru FIFA 2013 v Brazílii. V prvním utkání brazilské reprezentace proti Japonsku vstřelil gól, Brazílie porazila asijského soupeře 3:0. Ve druhém utkání zvítězila Brazílie nad Mexikem 2:0, přičemž Jô opět skóroval. Brazílie nakonec turnaj ovládla po výhře 3:0 ve finále nad Španělskem.

### MS 2014
Zúčastnil se i Mistrovství světa 2014 doma v Brazílii, kam jej nominoval trenér Luiz Felipe Scolari. Brazilci obsadili konečné čtvrté místo a zůstali bez medaile.